# جول (موريتانيا)
جول هي بلدة ريفية موريتانية تقع في مقاطعة كيهيدي في منطقة كوركول الواقعة في جنوب موريتانيا.

## الموقع
تقع بلدة جول في مقاطعة كيهيدي الواقعة في غرب منطقة كوركول في موريتانيا، وتبلغ مساحتها 486 كيلومتر مربع، ويحدها من جهة الشمال بلدية كانكي، ويحدها من جهة الشرق بلدية توكوماجي وبلدية لكصيبة 1، ويحدها من جهة الغرب بلدية كيهيدي، بينما يحدها من جهة الجنوب نهر السنغال الذي يُشكل حدود البلدة مع السنغال.

## السكان
شهدت بلدة جول نموًّا سكانيًّا ملحوظًا خلال القرن الحادي والعشرين، حيث ارتفع عدد سكان البلدة من 11532 نسمة في عام 2000، إلى 14425 نسمة في عام 2013 بمُعدل نمو سنوي بلغ 1.8٪على مدى 13 عامًا.

## التاريخ
تأسست بلدة جول بموجب المرسوم الصادر في 20 أكتوبر عام 1987 بشأن تأسيس البلديات الموريتانية. تتمتّع بلدة جول بتوأمة مع بلدة نوازي لو سيك في فرنسا.

## الإدارة

### قائمة حكام البلدة
| اسم العمدة      | تاريخ تولي المنصب | تاريخ ترك المنصب           |
| --------------- | ----------------- | -------------------------- |
| با عبدالله      | 2013              | 2018                       |
| لي عمر عبد الله | 2018              | لا يزال في المنصب حتى الآن |

## الاقتصاد
تُشكل الزراعة النشاط الاقتصادي الرئيسي لسكان بلدة جول مثلهم في ذلك مثل سكان جميع البلدات الموريتانية الموجودة في المنطقة تقريبًا. ومع ذلك فلا يزال اقتصاد البلدة متواضعًا وهش بسبب ما يواجهه من عقبات تُعرقل محاولات تنميته، ولا سيما الظروف المناخية أو قلة الإمكانيات المتوفرة للمزارعين. وفي سبيل للتغلب على هذه المعوقات، قامت الحكومة الموريتانية بالتعاون مع المنظمات غير الحكومية المختلفة لتمويل عدد من المشاريع التي تُساعد على تحسين الظروف المعيشية لسكان البلدة.